# Ydre (comuna)
Ydre (em sueco: Ydres kommun) ou Ídria é uma pequena comuna da Suécia localizada no sul do condado de Östergötland, junto à  fronteira com a província vizinha da Småland. 
Sua capital é a cidade de Österbymo. 
Possui 675 quilômetros quadrados. Segundo o censo de 2018, havia 3 743 habitantes.
É o menor município da Gotalândia, e a cidade de Österbymo é a menor sede municipal de toda a Suécia.
Situada na margem sul do lago Sommen, a comuna tem um terreno acidentado e coberto por florestas. A sua economia está baseada na agricultura, na silvicultura e nas indústrias derivadas. 

## Etimologia e uso
O nome geográfico Ydre deriva da palavra ydhre (teixo) em sueco antigo, significando ”sitio onde crescem teixos”.
A localidade está mencionada como Ydre, em 1279.

## Localidades principais
As localidades com mais população da comuna são Österbymo, Hestra e Rydsnäs (2018).

- Österbymo – 923 habitantes
- Hestra – 481 habitantes
- Rydsnäs – 278 habitantes

## Comunicações
A comuna de Ydre é atravessada pelas estradas regionais 134 (Eksjö-Åtvidaberg) e 131 (Österbymo-Tranås). 

## Património turístico
Um ponto turístico domina a região:

- Smedstorps dubbelgård (propriedade rural do século XVIII nos arredores de Österbymo; reserva cultural e construções históricas)

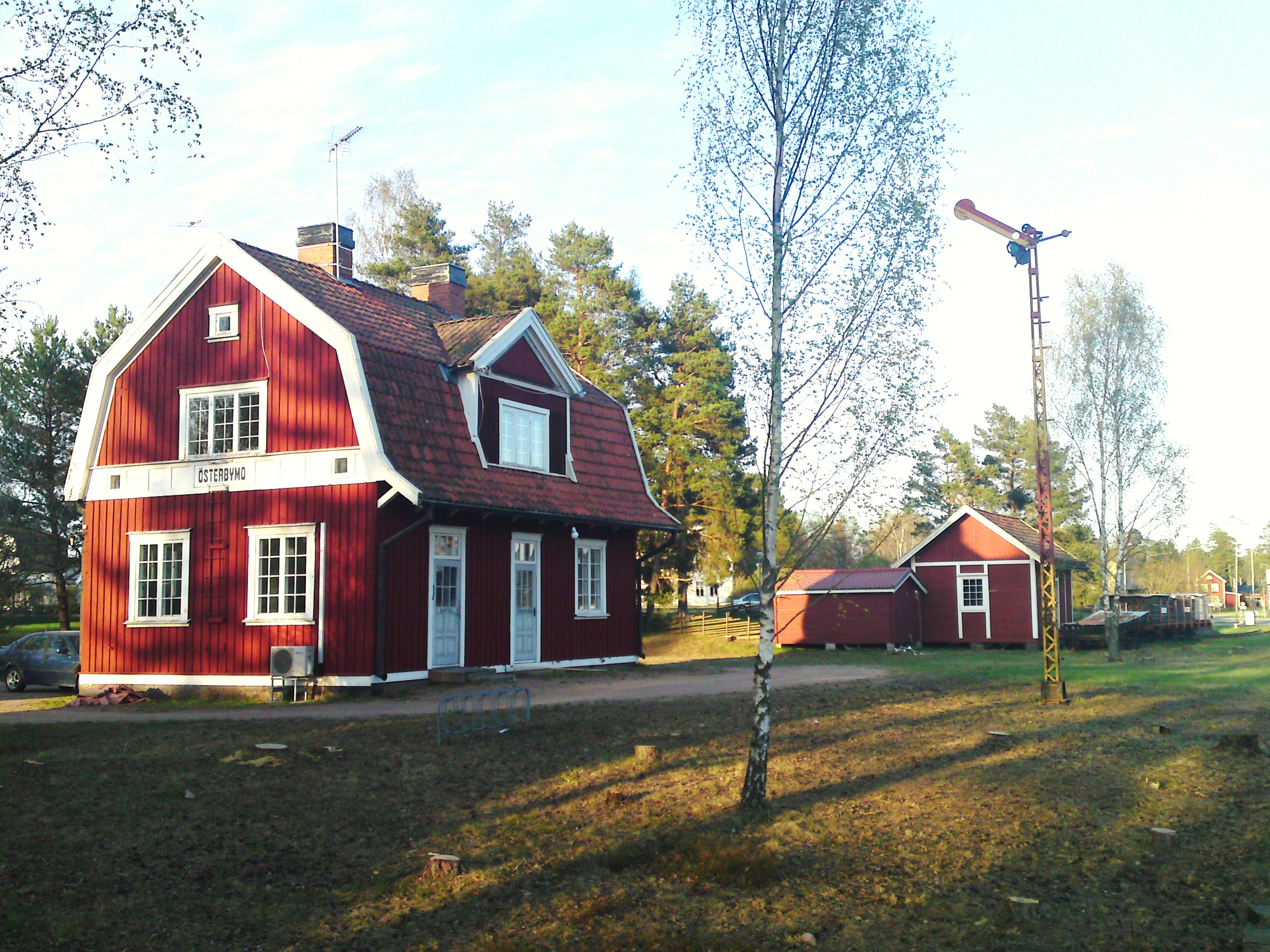
A estação ferroviária de Österbymo
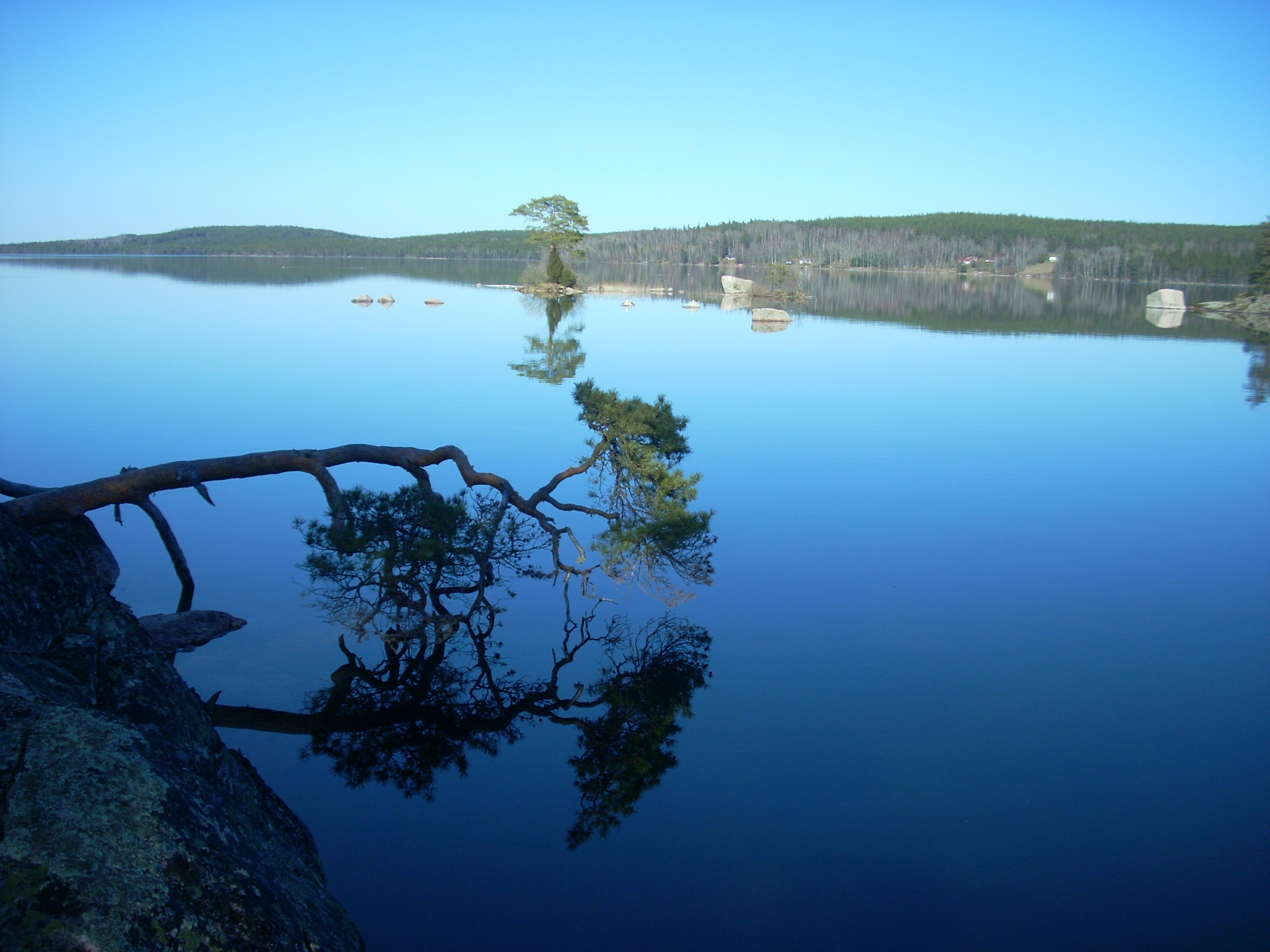
A reserva natural de Torpön
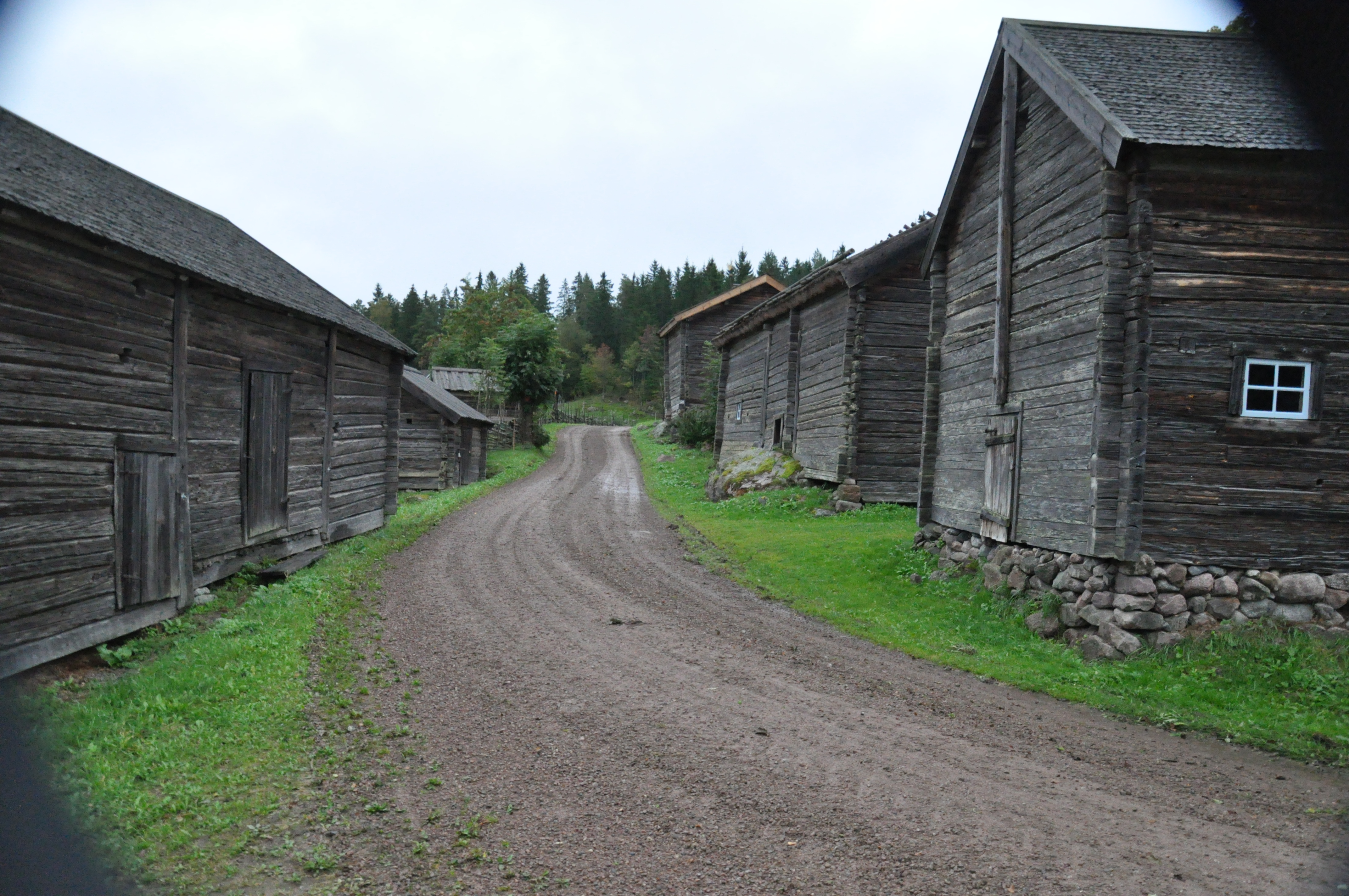
Smedstorps dubbelgård
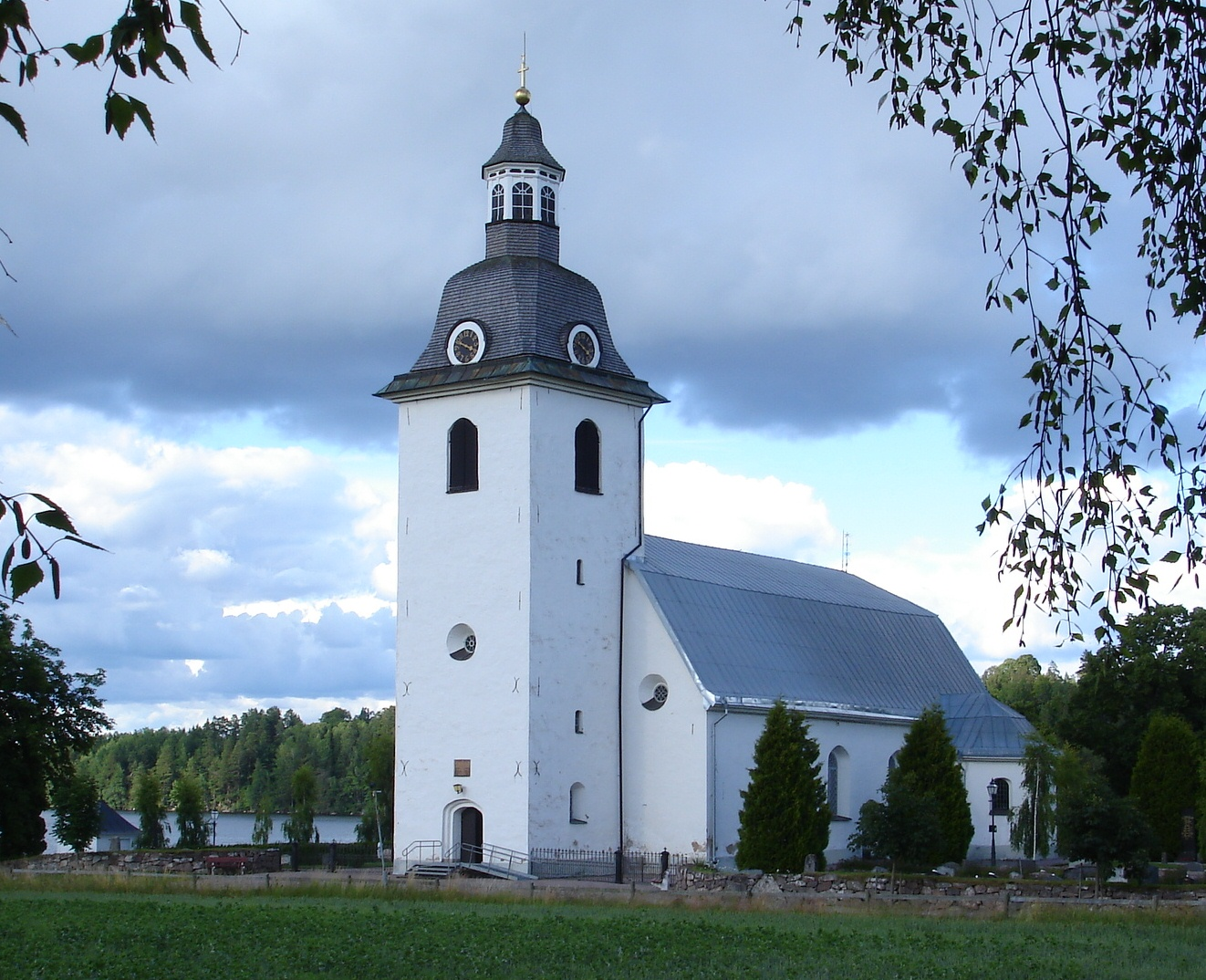
Igreja de Norra Vi